# Light-Foot
| Recensione | Giudizio |
| ---------- | -------- |
| AllMusic   | [ 1 ]    |

Light-Foot è un album musicale di Lou Donaldson pubblicato dalla Blue Note Records nell'agosto del 1961.

## Tracce
Lato A
1. Light-Foot – 5:35 (Lou Donaldson)
2. Hog Maw False Start – 0:10 (Lou Donaldson)
3. Hog Maw – 7:39 (Lou Donaldson)
4. Mary Ann – 6:41 (Autore sconosciuto)

Lato B
1. Green Eyes – 5:21 (Adolfo Utrera, Nilo Menéndez)
2. Walking by the River – 5:39 (Robert Sour, Una Mae Carlisle)
3. Day Dreams – 5:00 (Herman Foster)
4. Stella by Starlight – 5:50 (Ned Washington, Victor Young)

## Musicisti
- Lou Donaldson - sassofono alto
- Herman Foster - pianoforte
- Peck Morrison - contrabbasso
- Jimmy Wormworth - batteria
- Ray Barretto - congas